# Мілютинський район
Мілю́тинський райо́н (рос. Милютинский район) — район у північній частині Ростовської області Російської Федерації. Адміністративний центр — станиця Мілютинська.

## Географія
Район розташований у північно-центральній частині області. На півночі та північному заході межує із Кашарським районом, на сході — із Облівським та Совєтським, на південному сході — із Морозовським, на південному заході — із Тацинським та Білокалитвинським, на заході — із Тарасовським районом.

## Історія
Мілютінський район був утворений 1935 року. 1956 року він збільшив свою площу за рахунок приєднання території ліквідованого Селивановського району. У період 1963–1965 років був ліквідований.

## Населення
Населення району становить 14356 осіб (2013; 15082 в 2010).

## Адміністративний поділ
Район адміністративно поділяється на 7 сільських поселень, які об'єднують 46 сільських населених пунктів:
| Поселення                               | Площа, км² | Населення, осіб (2010) | Центр                | Населені пункти |
| --------------------------------------- | ---------- | ---------------------- | -------------------- | --------------- |
| Лукічевське сільське поселення          | -          | 899                    | Сулінський           | 4               |
| Маньково-Березовське сільське поселення | -          | 2507                   | Маньково-Березовська | 10              |
| Мілютінське сільське поселення          | -          | 5460                   | Мілютінська          | 8               |
| Ніколо-Березовське сільське поселення   | -          | 1401                   | Ніколовка            | 7               |
| Орловське сільське поселення            | -          | 866                    | Орлов                | 2               |
| Світочниківське сільське поселення      | -          | 785                    | Світоч               | 5               |
| Селівановське сільське поселення        | -          | 3164                   | Селівановська        | 10              |

### Найбільші населені пункти
| №  | Населений пункт      | Населення, осіб (2010) |
| -- | -------------------- | ---------------------- |
| 1  | Мілютінська          | 2 518                  |
| 2  | Юдін                 | 1 235                  |
| 3  | Селівановка          | 1 222                  |
| 4  | Старокузнецов        | 1 045                  |
| 5  | Маньково-Березовська | 685                    |
| 6  | Севостьянов          | 536                    |
| 7  | Сулінський           | 491                    |
| 8  | Світоч               | 489                    |
| 9  | Кутейніков           | 472                    |
| 10 | Добропольє           | 448                    |

## Економіка
Район є сільськогосподарським, де займаються вирощуванням зернових, технічних культур та тваринництвом. Розвивається переробна промисловість сільськогосподарської продукції.